# Sanjay Gupta
Sanjay Gupta – bollywoodzki reżyser, scenarzysta i producent filmowy. Znany z realizacji thrillerów, często remake’ów hollywoodzkich filmów. Przeważnie z Sanjay Duttem w roli głównej.

## Filmografia
| Film                           | Zainspirowany przez                         | Jako                            |
| ------------------------------ | ------------------------------------------- | ------------------------------- |
| Pankh (2007)                   |                                             | producent                       |
| Chamki Chameli (2007)          |                                             | producent                       |
| Woodstock Villa (2007)         |                                             | producent                       |
| Dus Kahaniyaan (2007)          |                                             | producent, reżyser              |
| Alibaug (2007)                 |                                             | scenarzysta, reżyser, producent |
| Shootout at Lokhandwala (2007) | w oparciu o prawdziwą historię              | producent                       |
| Zinda (2005)                   | Oldboy                                      | scenarzysta, reżyser            |
| Musafir (2004)                 | U-Turn                                      | scenarzysta, reżyser            |
| Plan (2004)                    | Suicide Kings                               | scenarzysta, producent          |
| Kaante (2002)                  | Wściekłe psy, Zabójstwo, The Usual Suspects | scenarzysta, reżyser            |
| Jung (2000)                    | Desperate Measures (1998)                   | scenarzysta, reżyser            |
| Khauff (2000)                  | The Juror (1996)                            | scenarzysta, reżyser            |
| Hamesha (1997)                 |                                             | scenarzysta                     |
| Ram Shastra (1995)             | Hard To Kill (1990)                         | scenarzysta, reżyser            |
| Aatish (1994)                  | State of Grace, Byle do jutra (1986)        | scenarzysta, reżyser            |